# First Canadian Place
Il First Canadian Place è un grattacielo di Toronto, in Canada. È l'edificio più alto del Paese e della città. Ospita la sede centrale della Bank of Montreal.